# TerraMaster
TerraMaster Technology Co., Ltd. (中国名: 铁威马; 発音: tiěwēimǎ) は、コンピューターソフトウェア、ネットワークアタッチトストレージ(NAS)、およびダイレクトアタッチトストレージ(DAS)の開発と販売を専門に行う中国企業。本社所在地は中華人民共和国の広東省 深圳市。
コンピューターデータストレージの開発と販売を行う同業他社には、台湾の有名企業であるSynologyおよびQNAPなどがある。

## 略歴
TerraMasterは、ネットワーク接続ストレージおよびダイレクト接続ストレージを含むストレージ製品のの専門ブランドとして、2010年に中華人民共和国の 深圳市に創立された。
TerraMasterという名前は、ギリシャ語の接頭語tera-と英単語のmasterをつなげた造語である。

## 製品
TerraMasterの製品は、40を超える国で販売されている。主力製品は、ネットワーク接続ストレージ(NAS)およびダイレクト接続ストレージ(DAS)である
- パーソナル/ホーム向けクラウドストレージ[9]
- 小規模/中規模ビジネス向けネットワークストレージ[9]。
- エンタープライズ向けネットワークストレージサーバー[10]
- ホーム/SOHO向けRAIDストレージ[11]
- 映像のプロ向けRAIDストレージ[7][8]